# ميركو نوفوسيل
ميركو نوفوسيل (بالكرواتية: Mirko Novosel) مواليد 30 يونيو 1938 في زغرب، مملكة يوغوسلافيا، هو مدرب كرة سلة كرواتي ولاعب معتزل. بدأ مسيرته الاحترافية في سنة 1952. اعتزل اللعب في 1966. دخل قاعة نايسميث التذكارية لمشاهير كرة السلة.

## سجل المنافسة
شارك في المنافسات التالية:
- بطولة أمم أوروبا لكرة السلة 1973
- بطولة أمم أوروبا لكرة السلة 1975
- بطولة أمم أوروبا لكرة السلة 1993